# Marianne Binder-Keller
Marianne Binder-Keller (Zürich, 15 juni 1958) was een Zwitserse politica voor Het Centrum uit het kanton Aargau.

## Biografie
Marianne Binder-Keller is een dochter van Julius Binder. Ze werd bij de federale parlementsverkiezingen van 2019 verkozen als lid van de Nationale Raad. Ze maakte ook deel uit van de leiding van de kantonnale afdeling van haar partij. Bij de federale parlementsverkiezingen van 2023 werd ze verkozen in de Kantonsraad.